# Alpaida nadleri
Alpaida nadleri là một loài nhện trong họ Araneidae.
Loài này thuộc chi Alpaida. Alpaida nadleri được Herbert Walter Levi miêu tả năm 1988.